# Гишка Ігор Семенович

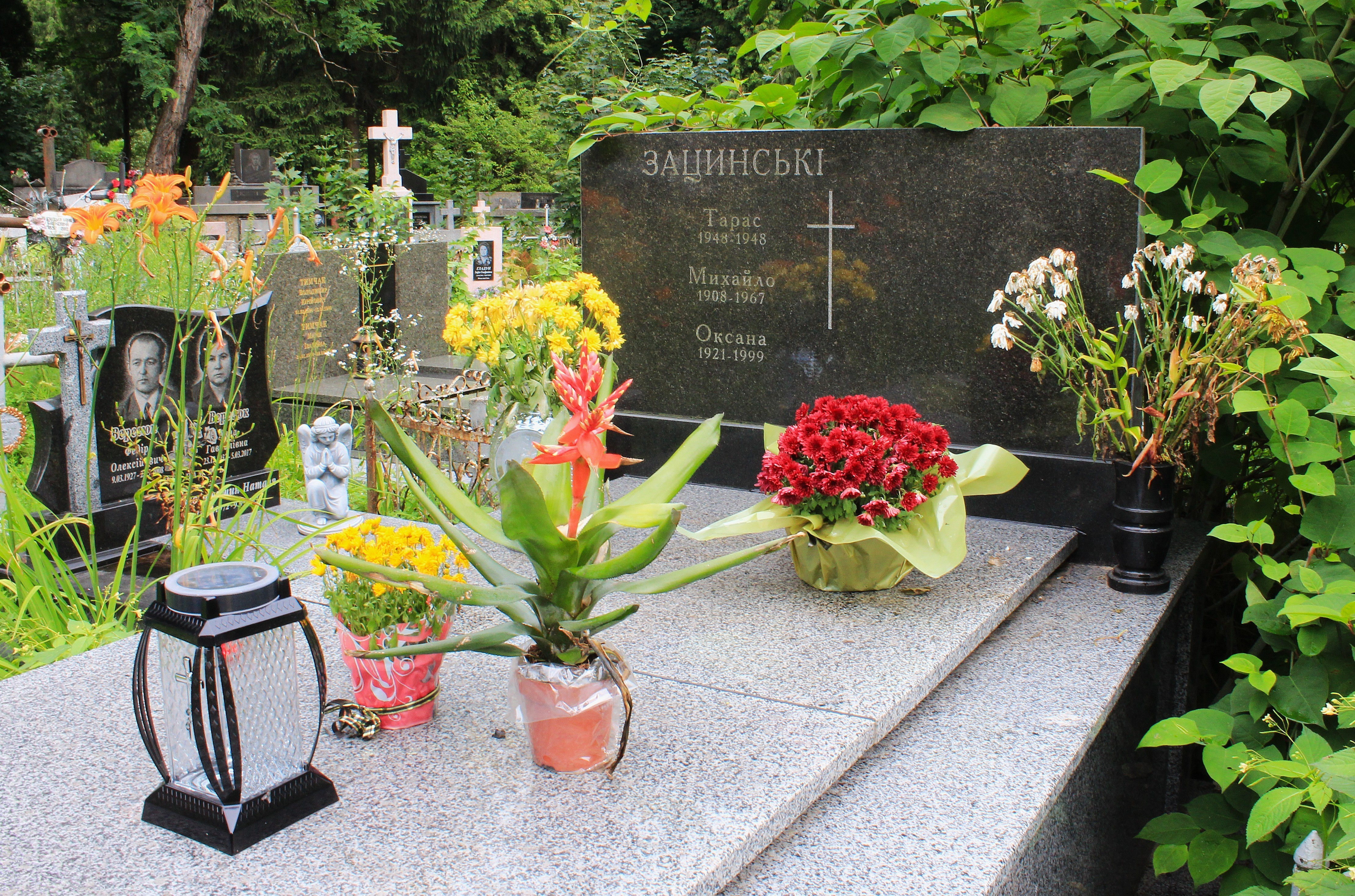
Гробниця родини Зацинських на Янівському цвинтарі, у якій похований Ігор Гишка.

І́гор Семе́нович Ги́шка (8 жовтня 1948, Городенка, Івано-Франківська область — 10 липня 2025, Львів) — виконавець, педагог, науковець.

## Біографія
Трудову та виконавську діяльність почав ще під час навчання в Івано-Франківському музичному училищі (1963—1967). Відразу після закінчення училища в 1967 році був призваний на строкову військову службу, яку протягом 2-х років проходив в Оркестрі штабу Прикарпатського військового округу у 1967—1969 роках. У 1969 році вступив до Львівської державної консерваторії, яку закінчив у 1974 році. Навчаючись в консерваторії Ігор Гишка одночасно працював у різних професійних творчих колективах. У 1972 році в результаті конкурсу, виборов місце соліста оркестру Львівського театру опери та балету. Відтак протягом 1973—1977 рр. працював солістом оркестру штабу та Ансамблю Центральної групи військ у Чехословаччині, здійснював записи на студії звукозапису «Supraphon», виступав по Чехословацькому телебаченню. За активну творчу діяльність у 1975 році в Празі був нагороджений Почесною відзнакою Союзу чехословацько-радянської дружби II ступеня.
З 1977 по 1992 роки музикант обіймав посаду концертмейстера групи труб симфонічного оркестру Львівської філармонії. Отримав кваліфікацію «Артист оркестру вищої категорії». Працював з видатними вітчизняними та зарубіжними диригентами й солістами — М.  Колессою, С. Турчаком, Ю. Луцівим, І. Паїним, Д. Пелехатим, К. Кондрашиним, Ф. Мансуровим, В. Балеєм, Е. де Морі, Б. д'Астолі та багатьма іншими. Чимало диригентів відзначали високу виконавську майстерність Ігоря Гишки пам'ятними побажаннями та надписами на афішах, програмках концертів, фотографіях, конвертах платівок. Поряд з професійною концертно-виконавською, І. Гишка вів активну педагогічну діяльність. З 1977 по 2001 рік І. С. Гишка викладав трубу у ДМШ № 2, а з 1990 по 2001 на відділі музичного мистецтва естради у Львівському державному музичному училищі ім. С. П. Людкевича.
З 1993 року по теперішній час працює на кафедрі музичного мистецтва Національної академії сухопутних військ імені гетьмана Петра Сагайдачного. У 2005 році захистив кандидатську дисертацію за темою «Звукотворчий компонент трубного виконавства: традиції та базинґ» й здобув науковий ступінь кандидата мистецтвознавства. Того ж року отримав диплом Доктора філософії музичного мистецтва (Doctor of Philosophy of music Art), а 2007 року рішенням Атестаційної колегії МОН йому надано вчене звання доцента. З 2006 протягом декількох років І. С. Гишка працює на посаді доцента (за сумісництвом) кафедри духових і ударних інструментів Львівської національної музичної академії ім. М. В. Лисенка. Постійно бере участь та проводить майстеркласи на різноманітних наукових семінарах і конференціях, працює у складі журі всеукраїнських та міжнародних конкурсів і фестивалів в Україні та закордоном. І. С. Гишка веде активну наукову і педагогічну діяльність, протягом багатьох років був членом Вченої ради Національної академії сухопутних військ імені гетьмана Петра Сагайдачного, 2015 року був уведений у склад Редакційної колегії Збірника наукових праць Рівненського Державного гуманітарного Університету. У травні 2019 року був прийнятий до Національної всеукраїнської музичної спілки.
Він автор першої у світі методики формування амбушура трубача на засадах базинґу, та першої в Україні монографії з питань теорії і методики навчання гри на трубі, опублікованої англійською мовою. З під його пера вийшло три монографії, три навчальних посібники (у тому числі з грифом МОН), має 12 Свідоцтв авторського права, опублікував понад 70 наукових та науково-популярних статей. Учні, студенти та курсанти доцента І. С. Гишки неодноразово завойовували лауреатські звання в сольній та ансамблевій номінаціях на всеукраїнських та міжнародних конкурсах і фестивалях. Багато з них сьогодні успішно працює в Україні, Польщі, Італії та Португалії як музиканти й викладачі.
Помер 10 липня 2025 року у віці 76 років.Похований на 10 полі Янівського  цвинтаря.